# محمد مصطفاي
محمد مصطفى (بالفارسية: محمد مصطفایی) هو ناشط حقوقي ومحامٍ متخصص في قضايا عقوبة الإعدام من إيران. غادر محمد إيران في عام 2010 صوبَ دولة النرويج بسبب الاضطهاد الذي تعرّضَ له من قِبل السلطات بسببِ دفاعه عن سكينة محمدي أشتياني.

## الخلفية
عاشَ مصطفى – حسب تصريحاته – طفولة صعبة نوعًا ما بسبب فقر عائلته من جهة وتغيّر مزاج والدهِ العصبيّ من جهة ثانيّة. درس مصطفى في وقتٍ لاحقٍ القانون وتخصص فيه حتى صار مُحاميًا ثم خصص كامل وقتهٍ للدفاع عن المحكومين بالإعدام في إيران. مصطفى مُتزوج من السيّدة فرشته حليمي ولهما بِنتان.

## العمل القانوني
يقولُ مصطفى إنّه قد دافعَ عن 40 حالة إعدام حيثُ نجحَ في تخفيف الحكم في حقّ ثمانية عشر فيما فشل في أربع قضايا أُعدم المعنيين فيها بينَ عامي 2008 و2009.
أصبحَ مصطفى معروفًا على نطاق واسع بسببِ دفاعهِ عن قضايا حقوق الإنسان وبخاصة حالات عقوبة الإعدام والرجم. زادت شهرة مصطفى حينما تطوّع للدفاع عن سكينة محمدي أشتياني وهي امرأة حُكم عليها بالإعدام من خِلال الرجم بتهمة الزنا. كتبَ مصطفى سلسلة من التدوينات حول قضيّة سكينة وقد نجحَ فعلًا في جذب الاهتمام الدولي مما مكّن مجموعة من المنظمات الحُقوقيّة إلى الاحتجاج والضغط على السلطات من أجل إعادة مراجعة الحُكم. خُفّف حكمُ الرجم في تموز/يوليو 2010 وسطَ ضغوط عالمية.
خلال دفاعهِ حولَ قضية سكينة؛ ألقت الشرطة بالقبض على شقيقه وزوجة والده فيما وصفت إذاعة أوروبا الحرة/راديو ليبرتي ما قام به السلطات بمحاولة واضحة للضغط عليه للتراجع. في ظلّ هذه الأوضاع؛ عبرَ مصطفى الحدود بطريقة غير شرعية إلى تركيا ثمّ طلب اللجوء في النرويج التي منحتهُ ذات الحق كما استدعاهُ وزير الخارجية جوناس القار مخزن ووصفهُ بالرجل الشجاع الذي يُثير الحالات الصعبة التي لا تُحب السلطات الخوض فيها. في الوقت ذاته؛ ذكر مصطفى أنه على الرغم من أن القضية قد أجبرته على مغادرة إيران إلًا أنّه لا زال يشتاقُ لبيته الجميل، وضيفته الجيدة، سيارته كما أكّد على أنّ إيران ستبقى دائمًا بيته. في الوقتِ الحالي؛ لا زالَ مصطفى نشطًا في قضايا حقوق الإنسان في النرويج وكذا في الداخل الإيراني. بحلول عام 2011؛ منحَ نادي القلم الدولي مصطفى جائزة أوسياتسكي وهي جائزة سنوية تُمنحُ لأفضل الإنجازات التي تحققت في مجال حرية التعبير.